# Campeonato Europeo de Piragüismo en Aguas Bravas
El Campeonato Europeo de Piragüismo en Aguas Bravas es la máxima competición de piragüismo en aguas bravas a nivel europeo. Es organizado desde 1997 por la Asociación Europea de Piragüismo (ECA).

## Ediciones
| N.º  | Año  | Sede            | País                 |
| ---- | ---- | --------------- | -------------------- |
| I    | 1997 | Mâcot-la-Plagne | Francia              |
| II   | 1999 | Pavía           | Eslovenia            |
| III  | 2001 | Valsesia        | Italia               |
| IV   | 2003 | Karlovy Vary    | República Checa      |
| V    | 2005 | Chalaux         | Francia              |
| VI   | 2007 | Bihać           | Bosnia y Herzegovina |
| VII  | 2009 | Valtelina       | Italia               |
| VIII | 2011 | Kraljevo        | Serbia               |
| IX   | 2013 | Bovec           | Eslovenia            |
| X    | 2015 | Bania Luka      | Bosnia y Herzegovina |
| XI   | 2017 | Skopie          | Macedonia del Norte  |
| XII  | 2019 | Bovec           | Eslovenia            |
| XIII | 2021 | Sabero          | España               |
| XIV  | 2023 | Skopie          | Macedonia del Norte  |

## Medallero histórico
- Actualizado hasta Skopie 2023.[1]

| Núm. | País                 | Oro | Plata | Bronce | Total |
| ---- | -------------------- | --- | ----- | ------ | ----- |
| 1    | Francia              | 64  | 61    | 55     | 180   |
| 2    | República Checa      | 39  | 38    | 49     | 126   |
| 3    | Alemania             | 34  | 43    | 35     | 112   |
| 4    | Italia               | 21  | 20    | 25     | 66    |
| 5    | Eslovaquia           | 15  | 11    | 6      | 32    |
| 6    | Croacia              | 13  | 11    | 11     | 35    |
| 7    | Eslovenia            | 14  | 11    | 15     | 40    |
| 8    | Suiza                | 4   | 6     | 8      | 18    |
| 9    | Bélgica              | 2   | 2     | 0      | 4     |
| 10   | Reino Unido          | 2   | 1     | 5      | 8     |
| 11   | Austria              | 0   | 1     | 1      | 2     |
| 12   | Países Bajos         | 0   | 1     | 0      | 1     |
| 13   | Bosnia y Herzegovina | 0   | 0     | 2      | 2     |
| 13   | Serbia               | 0   | 0     | 2      | 2     |
|      | TOTAL                | 208 | 206   | 212    | 626   |